# Alexander Lundh

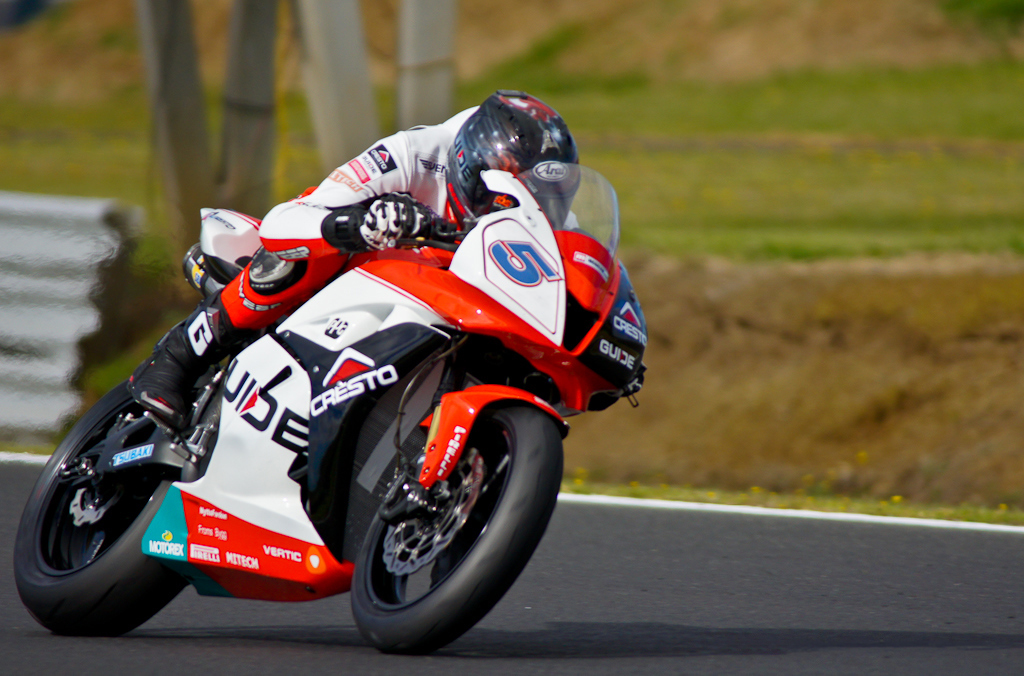
Alexander Lundh 2011 SSP Phillip Island

Alexander Lundh, född 30 oktober 1986 i Värnamo, är en svensk roadracingförare. På världsmästerskapsnivå har han tävlat i Supersport 2010-2012, i Moto2 2012 för teamet Cresto Guide MZ Racing och i Superbike 2012-2013.